# شهر بدون یهودیان
شهر بدون یهودیان (انگلیسی: The City Without Jews) فیلمی صامت به کارگردانی هوگو برسلاوئر. این فیلم بر اساس رمانی از هوگو بتاوئر ساخته شد و داستان آن در شهر وین در دهه ۲۰ میلادی می‌گذرد. این فیلم نشان می‌دهد که چگونه شهروندان وین گناه معضلات اجتماعی را به گردن یهودیان می‌اندازند. برخی منتقدان از نگاه کلیشه‌ای این فیلم به یهودی‌ستیزی انتقاد کرده‌اند.